# Frauenmoschee

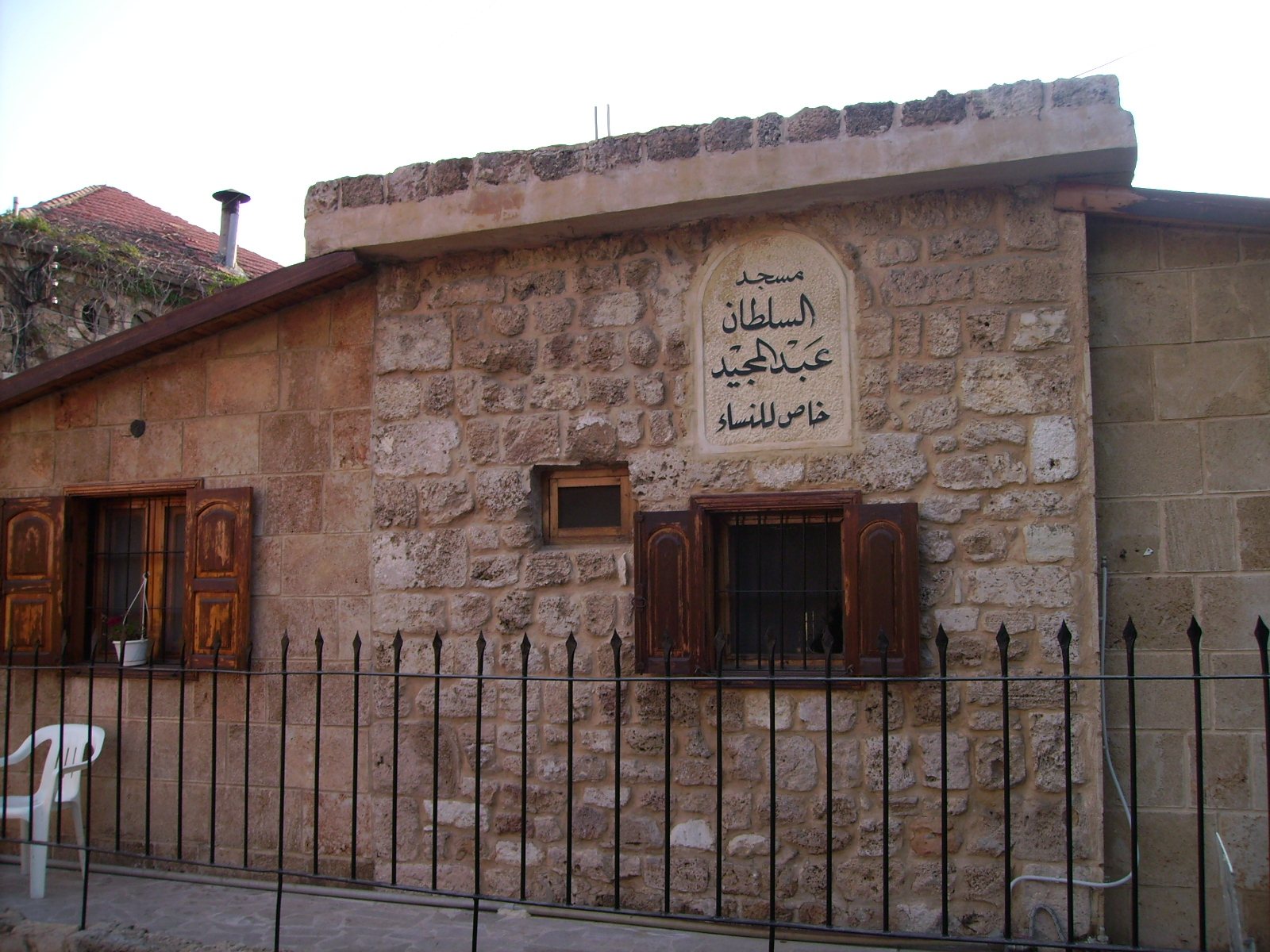
Kleine Frauenmoschee im libanesischen Byblos

Frauenmoscheen (chinesisch 清真女寺, Pinyin qīngzhēn nǚsì, kurz: 女寺,  nǚsì, englisch Women's mosques, französisch Mosquées féminines) haben in China eine Geschichte von über dreihundert Jahren. Besonders zahlreich sind sie unter den Hui-Chinesen in den Provinzen Henan, Shanxi und Hebei.
Dabei handelt es sich um von der islamischen Gemeinschaft eigens für Frauen eingerichtete Moscheen. Im Gegensatz dazu ist es in der islamischen Welt außerhalb Chinas nicht üblich, dass es nach Geschlechtern getrennte Moscheen gibt. Dort verrichten Männer und Frauen ihre Gottesdienste gemeinsam in einer Moschee, wobei sie allerdings getrennte Wasch- und Gebetsräume benutzen. Ende der Ming-, Anfang der Qing-Dynastie hatten chinesische Frauen damit begonnen, eigene Moscheen zu gründen. 
Die muslimische Gemeinschaft hatte zuvor aus religiösen Erwägungen angefangen, vermehrt Frauen theologisch heranzubilden. In der Folge wurde ein Teil der weiblichen Muslime, die eine religiöse Erziehung erfahren hatten, allmählich in die täglichen religiösen Aktivitäten einbezogen und es ging daraus später die Einrichtung von Frauenmoscheen hervor.
Seit dem 20. Jahrhundert gibt es separate Gebetsorte als Frauenmoscheen, das heißt als einer besonderen Form des Sakralbaus, entweder als Einrichtung einer eigenen Moschee oder an eine bereits bestehende größere Moschee angegliedert. Ihre Führungskräfte sind Frauen, Ehefrauen der Akhunds („Imam“) einer größeren Moschee oder andere. Der allgemein für sie verwendete Titel ist Shiniang (chinesisch 师娘, Pinyin shiniang). 

## Übersicht

### Frauenmoscheen in China
- Beidajie Nüsi, Zhengzhou (Henan)[7]
- Beixiajie Nüsi, Zhengzhou
- Minzhulu Nüsi, Zhengzhou
- Xishilipu Nüsi, Zhengzhou
- Jiangfanglu Nüsi, Xi’an[8] (Shaanxi)
- Qian Xinchengdao Nüsi (Hohhot Nüsi), Hohhot (Innere Mongolei)
- Hexi Nüsi, Zhoukou (Henan)
- Tiedanjie Nüsi Kaifeng (Henan)
- Frauenmoschee von Peking (Women's mosque, jap.)
- Frauenmoschee von Shanghai

(Quelle: Maria Jaschok & Jingjun Shui, S. 161.)

### Frauenmoscheen außerhalb Chinas

#### Asien
- Buchara,[10][11] Usbekistan
- Kabul,[12] Afghanistan
- Malediven[13]
- Byblos, Libanon

#### Afrika
- Khartum,[14] Sudan
- Gabiley,[15] Nordsomalia

#### Europa
- Amsterdam,[16] Niederlande
- Berlin[17][18]